# Kuki Yoshitaka

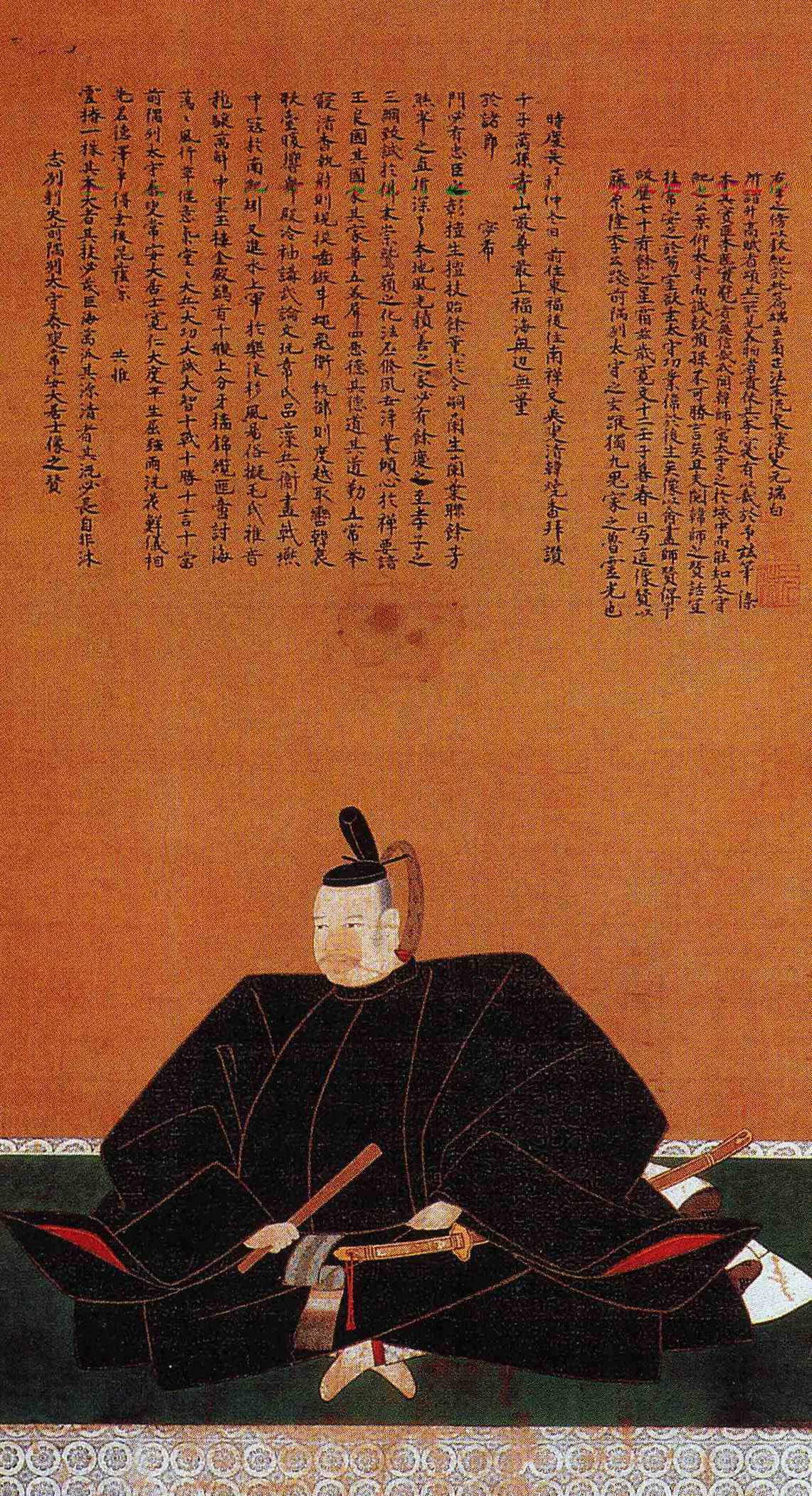
Kuki Yoshitaka, Malerei aus dem 17. Jh.

Kuki Yoshitaka (jap. 九鬼 嘉隆; * 1542; † 17. November 1600) war ein Marinekommandeur in Japans Sengoku-Zeit aus der Familie der Kuki. Er diente unter Oda Nobunaga und später unter Toyotomi Hideyoshi.
In dem 1570ern verbündete sich Kuki mit Oda Nobunaga und kommandierte seine Flotte, die Angriffe auf die Ikkō-ikki zu Lande unterstützte. 1574 sicherte seine Hilfe den Sieg für Nobunaga bei dessen dritten Angriffsversuch auf die Festung Nagashima (heute Kuwana). 1576 wurde er jedoch in der ersten der Schlachten von Kizugawaguchi von der Flotte der Mōri besiegt. Zwei Jahre später, 1578 war er am gleichen Ort siegreich, da er 'Eisenschiffe' einsetzte, an denen die Pfeile und Musketenkugeln der Schiffe der Mōri abprallten.
Im Jahre 1587 führte er zusammen mit Konishi Yukinaga, Wakizaka Yasuharu und Katō Yoshiaki Toyotomi Hideyoshis Flotte in einem Feldzug in Kyūshū. Drei Jahre später leitete er mit Wakizaka Yasuharu und Kato Yoshiaki die Belagerung von Odawara und die Belagerung von Shimoda. Er diente weiter als Kommandeur in Hideyoshis Flotte und war an der Invasion von Korea 1592 auf seinem Flaggschiff Nippon Maru beteiligt.
In der Schlacht von Sekigahara kämpfte Kuki Yoshitaka auf Seiten der Kräfte von Toyotomi. Sein Sohn, Kuki Moritaka, kämpfte auf Seiten des Gegners Tokugawa Ieyasu. Am 12. Dezember 1600 beging Kuki Suizid.